# Demaan (Kota Kudus)
Demaan is een bestuurslaag in het regentschap Kudus van de provincie Midden-Java, Indonesië. Demaan telt 4979 inwoners (volkstelling 2010).